# Savînți, Rokîtne
Savînți (în ucraineană Савинці) este o comună în raionul Rokîtne, regiunea Kiev, Ucraina, formată numai din satul de reședință.

## Demografie
Componența lingvistică a comunei Savînți
     Ucraineană (98,49%)
     Alte limbi (1,13%)
Conform recensământului din 2001, majoritatea populației comunei Savînți era vorbitoare de ucraineană (98,49%), existând în minoritate și vorbitori de alte limbi.